# Factor de calidad

Ancho de banda pasante (B) en relación con la frecuencia

El factor Q, también denominado factor de calidad o factor de selectividad, es un parámetro que mide la relación entre la energía reactiva que almacena y la energía que disipa durante un ciclo completo de la señal. Un alto factor Q indica una tasa baja de pérdida de energía en relación con la energía almacenada por el resonador. 
Es un parámetro importante para los osciladores, filtros y otros circuitos sintonizados, pues proporciona una medida de lo aguda que es su resonancia.
Los sistemas resonantes responden a una frecuencia determinada, llamada frecuencia natural, frecuencia propia o frecuencia de resonancia, responde mucho más que al resto de frecuencias. El rango de frecuencias a las que el sistema responde significativamente es el ancho de banda, y la frecuencia central es la frecuencia de resonancia eléctrica.
También se define el factor de calidad para componentes, en particular, para los varactores y cristales.
El factor de calidad de circuitos pasivos formados con resistencias, bobinas y condensadores es bajo, inferior a 100, por el efecto de la resistividad del hilo de las bobinas, principalmente, ya que para valores elevados de inductancia se necesitan grandes longitudes de hilo. El uso de circuitos activos, que funcionan como multiplicadores de inductancia o capacidad puede mejorar el Q.
Los cristales, que son resonadores piezoeléctricos, llegan a valores de Q de varios miles.
En microondas, dependiendo de la frecuencia, las cavidades resonantes pueden llegar a valores de Q extraordinariamente altos, debido a que las únicas partes disipativas son las paredes de la cavidad. Estas pérdidas se minimizan recubriendo de plata la parte interior de la cavidad.

## Expresiones
{\displaystyle Q={\frac {2\pi \,Energ{\acute {\imath }}a\;maxima\;almacenada\;por\;ciclo}{Energ{\acute {\imath }}a\;disipada\;por\;ciclo}}}
Ecuación 1
El factor Q se define como la frecuencia de resonancia (f0) dividida por el ancho de banda (f2-f1):
{\displaystyle Q={\frac {f_{0}}{f_{2}-f_{1}}}={\frac {f_{0}}{\Delta f}}}
Ecuación 2
El factor Q aplicado a un solo componente sirve para caracterizar sus componentes no ideales. Así para una bobina real se tiene en cuenta la resistencia del cable; un valor alto de Q significa una resistencia pequeña y por tanto un comportamiento más parecido a la bobina ideal.
En filtros sirve para ver lo selectivos que son, es decir, para ver el ancho de banda. En principio, un filtro con menor ancho de banda (mayor Q), será mejor que otro con más ancho. También, como se puede deducir de la ecuación 2, es más difícil hacer filtros de calidad (porque requieren un Q mayor) a alta frecuencia que a baja frecuencia.